# Ayron
Ayron là một xã, tọa lạc ở tỉnh Vienne trong vùng Nouvelle-Aquitaine, Pháp. Xã này có diện tích 28,3 kilômét vuông, dân số năm 2006 là 1084 người. Xã nằm ở khu vực có độ cao trung bình 139 m trên mực nước biển.
Dân địa phương danh xưng tiếng Pháp là Ayronais.

## Biến động dân số
| Năm | 1962 | 1968 | 1975 | 1982 | 1990 | 1999 | 2006  |
| --- | ---- | ---- | ---- | ---- | ---- | ---- | ----- |
| Dân số | 669  | 714  | 625  | 820  | 899  | 991  | 1 084 |
| From the year 1962 on: No double counting—residents of multiple communes (e.g. students and military personnel) are counted only once. |      |      |      |      |      |      |       |